# Zawilec

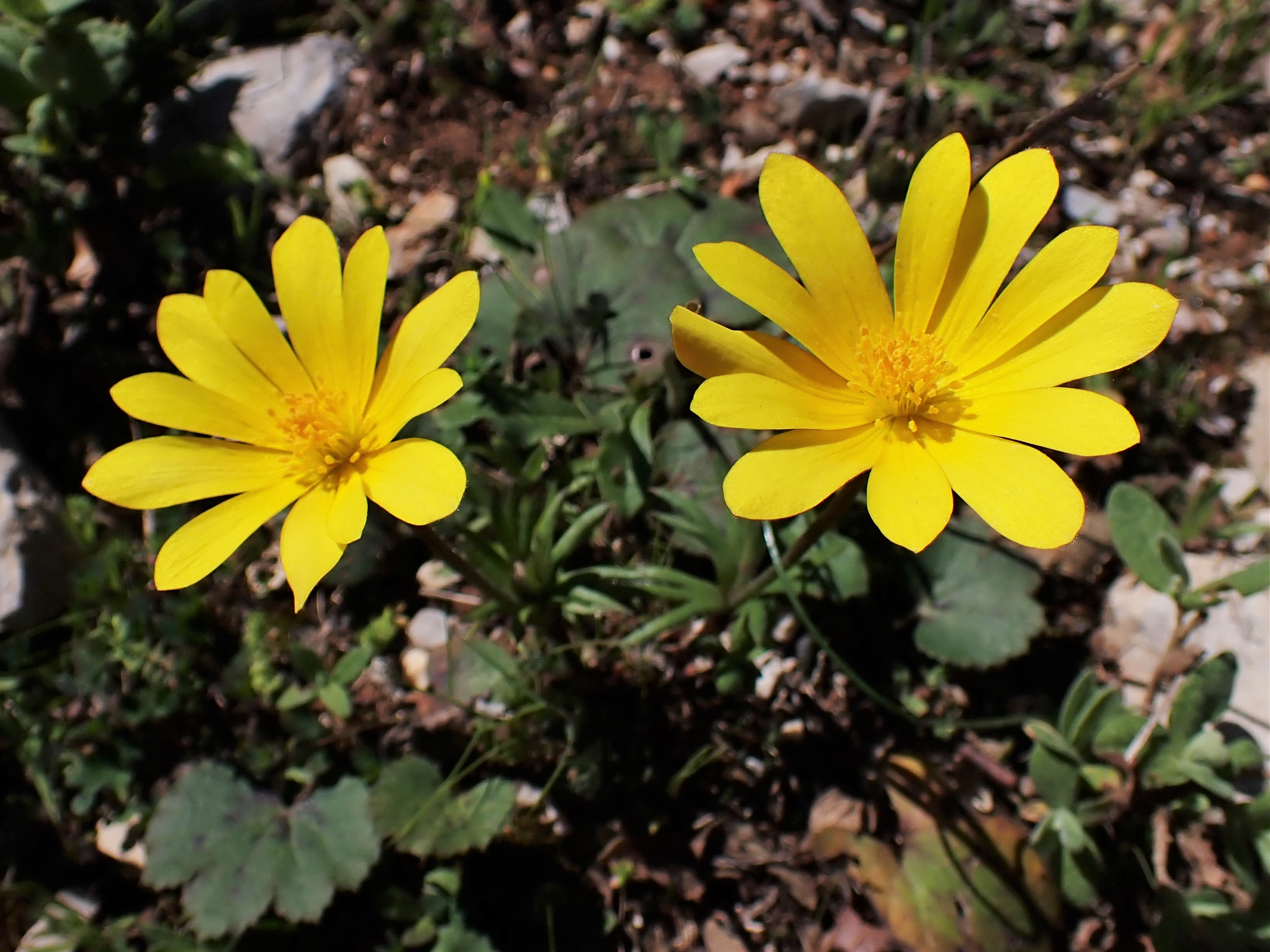
Zawilec dłoniasty

Zawilec (Anemone L.) – rodzaj roślin z rodziny jaskrowatych. Jego klasyfikacja jest problematyczna i w zależności od ujęcia obejmuje ok. 64 gatunki lub ok. 150 gatunków. Niezależnie od ujęcia systematycznego rodzaj jest szeroko rozprzestrzeniony niemal na całym świecie, głównie w strefie klimatu chłodnego i arktycznego półkuli północnej, w strefie międzyzwrotnikowej na obszarach górskich. Rośliny te zasiedlają różne siedliska – lasy, zarośla, łąki górskie i suche murawy. W wąskim ujęciu systematycznym rodzaj ten nie ma przedstawicieli we florze Polski (poza uprawianym zawilcem wieńcowym). W szerszym, tradycyjnym, obejmuje cztery gatunki dziko rosnące w Polsce: zawilec gajowy A. nemorosa, narcyzowy A. narcissiflora, wielkokwiatowy A. sylvestris i żółty A. ranunculoides.
Zawilce są popularnie uprawianymi roślinami ozdobnymi. Wiele gatunków to rośliny trujące, niektóre wykorzystywane jako rośliny lecznicze.

## Morfologia

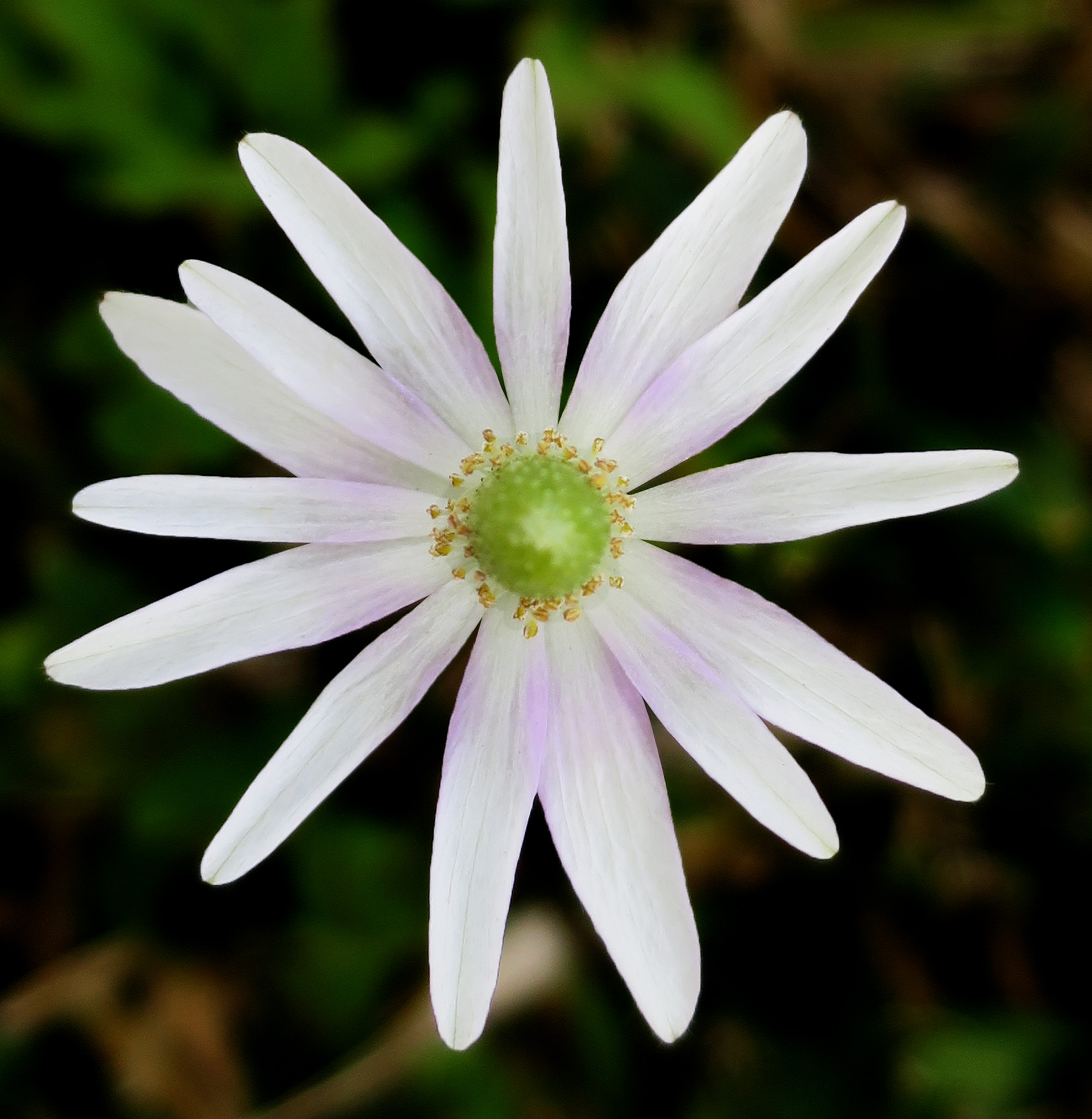
Zawilec karoliński

Organy podziemneZimują w postaci kłącza lub bulwy.
ŁodygaDo 60 cm wysokości.
LiściePojedyncze lub złożone, całobrzegie lub wcinano-ząbkowane, ogonkowe. Podsadki trwałe, podobne do działek kielicha lub liści.
KwiatyZebrane po 2 do 9 w kwiatostan (wierzchotka lub baldach) na szczycie pędu, ewentualnie kwiat pojedynczy na szczycie pędu. Kwiaty są obupłciowe, o symetrii promienistej. Listki okwiatu w liczbie 4 do 20 (rzadko do 27) o różnej barwie (białe, niebieskie, fioletowe, zielone, żółte, różowe lub czerwone) o długości 3,5–40 mm, odwrotnie jajowate lub eliptyczne. Pręcików 10 do 200, słupki z pojedynczymi zalążkami.
OwoceNiełupki.

## Biologia i ekologia
Byliny, geofity. Podstawowa haploidalna liczba chromosomów x=7 lub 8.

## Systematyka
Taksonomia rodzaju pozostaje zagadnieniem problematycznym. We wczesnych systematykach rodzaj ten wyróżniany był w szerokim ujęciu, obejmującym później wyodrębniane: przylaszczka Hepatica, sasanka Pulsatilla, Knowltonia, Barneoudia i Oreithales. Bazując na analizie cech morfologicznych rodzaj zawilec wspólnie z wymienionymi oraz dodatkowo rodzajami powojnik Clematis, Clematopsis i jaskier Ranunculus zaliczone zostały do jednego kladu. Jaskier wyodrębniany jest w plemię Ranunculeae, a pozostałe rodzaje łączone są w plemię Anemoneae, najbliżej spokrewnione z plemionami Ranunculeae i Adonieae. Na podstawie analiz cytotaksonomicznych zaproponowany został podział rodzaju Anemone na kilka mniejszych (Anemonastrum, Anemonidium, Anemonoides i Jurtsevia). Takie podzielenie rodzaju pozwolić miało na zachowanie w randze odrębnych rodzajów Hepatica, Pulsatilla i Knowltonia, które okazały się być zagnieżdżonymi w obrębie szeroko ujmowanego rodzaju Anemone. Z drugiej strony w wyniku późniejszych analiz filogenetycznych dotyczących cech molekularnych i morfologicznych zaproponowano połączenie wszystkich wymienionych taksonów w jeden rodzaj Anemone sensu lato. Na koncepcje klasyfikacji tego i spokrewnionych rodzajów znacząco wpłynęło odkrycie, że wszystkie te rośliny nie tworzą grupy monofiletycznej, lecz stanowią parafiletyczny grad ewolucyjny prowadzący do pary rodzajów powojnik Clematis i Anemoclema (wcześniej uznawano, że cała grupa Anemone sensu lato jest monofiletyczna, ponieważ w badaniach w latach 90. użyto rodzaju Clematis w roli grupy zewnętrznej). Ze względu na rozpoznawalność i znaczenie rodzaju Clematis, jego włączenie do rodzaju Anemone uznano za zbyt wywrotowe dla klasyfikacji i w efekcie dla jego zachowania wrócono do koncepcji podziału całej grupy Anemone na drobne, monofiletyczne rodzaje: zawilec Anemone sensu stricto, Anemonoides, Anemonastrum, Eriocapitella, przylaszczka Hepatica i sasanka Pulsatilla.
Pozycja systematyczna według Angiosperm Phylogeny Website (2001...)
Rodzaj z rodziny jaskrowatych z rzędu jaskrowców. W obrębie rodziny klasyfikowany do podrodziny Ranunculoideae Arnott, plemienia Anemoneae.
Wykaz gatunków w wąskim ujęciu rodzaju
- Anemone afghanica Podlech
- Anemone airei H.Lév.
- Anemone alaschanica (Schipcz.) Borodina
- Anemone angustiloba H.Eichler
- Anemone baissunensis Juz. ex M.M.Sharipova
- Anemone banketovii Rukans
- Anemone begoniifolia H.Lév. & Vaniot
- Anemone berlandieri Pritz.
- Anemone biflora DC.
- Anemone brachystema W.T.Wang
- Anemone × brecklei Rech.f.
- Anemone brevistyla C.C.Chang ex W.T.Wang
- Anemone bucharica (Regel) Finet & Gagnep.
- Anemone caroliniana Walter – zawilec karoliński
- Anemone cathayensis Kitag. ex Tamura
- Anemone coronaria L. – zawilec wieńcowy
- Anemone cylindrica A.Gray – zawilec walcowaty
- Anemone decapetala Ard.
- Anemone drummondii S.Watson – zawilec Drummonda
- Anemone edwardsiana Tharp
- Anemone filisecta C.Y.Wu & W.T.Wang
- Anemone flexuosissima Rech.f.
- Anemone fulingensis W.T.Wang & Z.Y.Liu
- Anemone fuscopurpurea H.Hara
- Anemone glazioviana Urb.
- Anemone × gokayamensis M.Sugim., Tak.Sato & Naruh.
- Anemone hokouensis C.Y.Wu ex W.T.Wang
- Anemone hortensis L.
- Anemone howellii Jeffrey & W.W.Sm.
- Anemone imperialis Kadota
- Anemone koraiensis Nakai
- Anemone × korzchinskyi E.G.Camus
- Anemone lacerata (Y.L.Xu) Luferov
- Anemone laceratoincisa W.T.Wang
- Anemone liangshanica W.T.Wang
- Anemone lithophila Rydb.
- Anemone lutienensis W.T.Wang
- Anemone milinensis W.T.Wang
- Anemone motuoensis W.T.Wang
- Anemone multifida Poir. – zawilec wielosieczny
- Anemone nutantiflora W.T.Wang & L.Q.Li
- Anemone ochotensis (Fisch. ex Pritz.) Fisch.
- Anemone okennonii Keener & B.E.Dutton
- Anemone orthocarpa Hand.-Mazz.
- Anemone palmata L. – zawilec dłoniasty
- Anemone parviflora Michx.
- Anemone pavoniana Boiss.
- Anemone pendulisepala Y.N.Lee
- Anemone petiolulosa Juz.
- Anemone poilanei Gagnep.
- Anemone raui Goel & U.C.Bhattach.
- Anemone robusta W.T.Wang
- Anemone robustostylosa R.H.Miao
- Anemone scabriuscula W.T.Wang
- Anemone seravschanica Kom.
- Anemone somaliensis Hepper
- Anemone sumatrana de Vriese
- Anemone taipaiensis W.T.Wang
- Anemone tamarae Kharkev.
- Anemone thomsonii Oliv.
- Anemone tibetica W.T.Wang
- Anemone triternata Vahl
- Anemone truncata (H.F.Comber) Luferov
- Anemone tschernaewii Regel
- Anemone tuberosa Rydb.
- Anemone virginiana L. – zawilec wirginijski
- Anemone xingyiensis Q.Yuan & Q.E.Yang

Pozycja taksonomiczna spotykanych w Polsce gatunków tradycyjnie zaliczanych do rodzaju zawilec w ujęciu według The Plant List i The Global Flora
Gatunki występujące dziko w Polsce (w tradycyjnym, dominującym w XX wieku ujęciu rodzaju):
Dziko występujące w Polsce gatunki zawilców należą do rodzaju Anemonoides z wyjątkiem zawilca narcyzowego z rodzaju Anemonastrum. 
- zawilec gajowy Anemone nemorosa L. ≡ Anemonoides nemorosa (L.) Holub
- zawilec narcyzowy, z. narcyzowaty Anemone narcissiflora L. ≡ Anemonastrum narcissiflorum (L.) Holub
- zawilec wielkokwiatowy, z. leśny Anemone sylvestris L. ≡ Anemonoides sylvestris (L.) Galasso, Banfi & Soldano
- zawilec żółty Anemone ranunculoides L. ≡ Anemonoides ranunculoides (L.) Holub

Z gatunków uprawianych do rodzaju Anemonoides należą:
- zawilec górski Anemone baldensis L. ≡ Anemonoides baldensis (L.) Galasso, Banfi & Soldano
- zawilec grecki Anemone blanda L. ≡ Anemonoides blanda (Schott & Kotschy) Holub
- zawilec trójlistny Anemone trifolia L. ≡ Anemonoides trifolia (L.) Holub

Z gatunków uprawianych do rodzaju Anemonastrum należą:
- zawilec kanadyjski Anemone canadensis L. ≡ Anemonastrum canadense (L.) Mosyakin
- zawilec widlasty Anemone dichotoma L. ≡ Anemonastrum dichotomum (L.) Mosyakin

Z gatunków uprawianych do rodzaju Eriocapitella należą:
- zawilec chiński Anemone hupehensis (É.Lemoine) É.Lemoine ≡ Eriocapitella hupehensis (É.Lemoine) Christenh. & Byng
- zawilec japoński Anemone japonica (Thunb.) Siebold & Zucc. ≡ Eriocapitella japonica (Thunb.) Nakai
- zawilec omszony Anemone tomentosa (Maxim.) C.Pei ≡ Eriocapitella tomentosa (Maxim.) Christenh. & Byng

## Zastosowanie i uprawa
Szereg gatunków i odmian zawilców uprawianych jest jako rośliny ozdobne. Najbardziej popularny w uprawie jest zawilec wieńcowy A. coronaria, ale uprawiane są także: zawilec dłoniasty A. palmata, zawilec Drummonda A. drummondii, zawilec karoliński A. caroliniana, zawilec walcowaty A. cylindrica, zawilec wielosieczny A. multifida, zawilec wirginijski A. virginiana. Szereg tu zaliczanych dawniej gatunków, zwanych zawilcami a klasyfikowanych współcześnie do odrębnych rodzajów jest także roślinami uprawnymi (zwłaszcza zawilec japoński, chiński, grecki, wielkokwiatowy, czy narcyzowy). Rośliny te różnią się wymaganiami w zależności od gatunku. Rozmnażane są zwykle przez podział bulw.